# Charles Radclyffe
Charles Radclyffe, né le 3 septembre 1693 à Harlow au Royaume-Uni et mort le 8 décembre 1746 à Londres, est une personnalité politique britannique, 5e comte de Derwentwater. Il est le fils d'Edward Radclyffe et de Mary Tudor. Franc-maçon, il est élu premier grand-maître de l'« Ordre des francs-maçons dans le royaume de France ». Jacobite, sa participation aux tentatives de restauration de la maison Stuart l'amène à être condamné à mort et exécuté par décapitation.

## Biographie
Charles Radclyffe est né à Harlow, dans le comté de l'Essex. Les membres de sa famille sont de fervents soutiens de la maison Stuart, James Radclyffe, 3e comte de Derwentwater (1689-1716), est élevée à la cour des Stuart en France en compagnie de James Francis Edward Stuart, le vieux prétendant. James et son frère Charles rejoignirent le soulèvement jacobite de 1715. Après avoir été capturés à Preston, ils sont tous deux jugés à Londres sous le chef d'accusation de trahison et condamnés à mort. James est décapité le 24 février 1716 à Tower Hill, à Londres, déclarant sur l'échafaud qu'il est dévoué à la religion catholique romaine et au roi Jacques III. Charles s'échappe de prison par ruse et rejoint les Stuart en France.
Après son évasion, il se retire en France, puis se rend à Rome et participe activement à la cour du prétendant jacobite James Francis Edward Stuart. Il déploie toute son énergie à la restauration des Stuart et prend part à l'expédition manquée en Écosse de 1744-1745. Il est fait prisonnier à bord d'un navire français, capturé par la flotte anglaise et conduit à la tour de Londres.  Charles Radclyffe devient ainsi l'un des rares jacobites à prendre part aux tentatives de restauration de 1715 et de 1745. Condamné à mort par le chancelier Philip Yorke, premier comte de Hardwicke, il est décapité le 8 décembre 1746, à l'âge de 53 ans.

## Famille
Charles Radclyffe épouse le 24 juin 1724 Charlotte Maria Livingston (1694-1755). Elle est la sœur du 2e comte de Newburgh et la veuve du fils de Thomas Clifford, Hugh Clifford, 2e baron Clifford de Chudleight. Ils sont les parents de six enfants :
- James Bartholomew Radclyffe, 4e comte de Newburgh (1725-1787) ;
- James Clement Radclyffe (1727-1788) ;
- Mary Radclyffe (1732-1798) ;
- Charlotte Radclyffe (-1800) ;
- Barbara Thomasine Radclyffe ;
- Charles Radclyffe, mort en bas âge (-1749).